# Lablabi

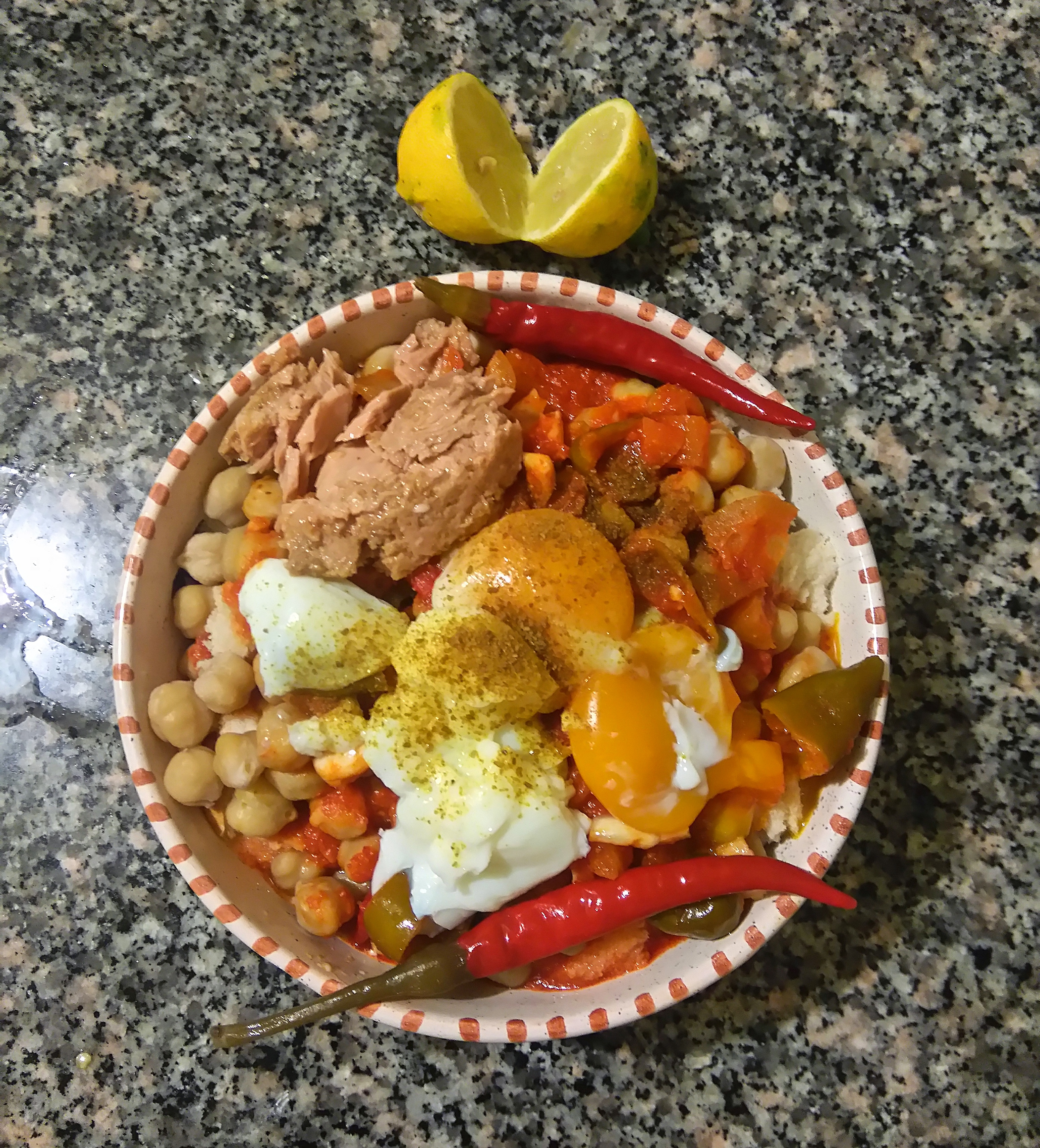
Lablabi con huevo.

El lablabi (en árabe لبلابي) es una comida tunecina y turca hecha a base de garbanzo, trocitos de pan y una sopa clara condimentada con comino. Es frecuente en los restaurantes baratos. A menudo se le añade un huevo medio cocido, junto a aceite de oliva, harissa, alcaparras, atún y aceitunas. Una versión tradicional pero más rara es el hergma, hecho con manitas de ternera.
En la gastronomía asiria hay también un plato a base de garbanzo llamado lablabi. La versión de la cocina iraquí consiste en garbanzos hervidos con un poco de zumo de limón, y se toma principalmente en invierno, ya que se sirve caliente.